# Seznam zápasů československé a švédské hokejové reprezentace
Mezi československou hokejovou reprezentací a švédskou hokejovou reprezentací bylo odehráno 241 oficiálních utkání, které uznává česká strana. Švédové uznávají jiný počet oficiálních utkání. První zápas se odehrál na LOH 1920 v Antverpách v utkání o bronzovou medaili. Českoslovenští hokejisté vyhráli 1:0 brankou Josefa Šroubka.  O rok později přijeli českoslovenští hokejisté jako jediní na ME konané ve Stockholmu. Zápas skončil vítězstvím Švédů 6:4 resp. 7:4. Česká strana neuznává branku Erika Burmana na 6:1. Do začátku druhé světové války se utkávali nepravidelně, převážně na ZOH, MS a ME. Přátelsky se utkali pouze jednou v roce 1937. Po druhé světové válce nabyla utkání na MS a ZOH většího významu. Často rozhodovala o rozdělení medailí.  Například na prvním poválečném MS 1947 v Praze se švédští hokejisté po důležitém vítězství nad čs. hokejisty považovali za mistry světa, ale podcenění rakouských hokejistů je o titul mistra světa připravilo. Na MS ve Stockholmu Švédové obhajovali titul, porazili Sovětský svaz, Kanadu, ale poslední den však prohráli v dramatickém utkání s Československem a titul získal SSSR pouze lepším poměrem branek. Mistrovství světa 1969 bylo ovlivněno politickou situací v Československu. Čechoslováci dvakrát v emotivních zápasech porazili Sověty a v posledním zápase jim stačila k zisku titulu remíza ze Švédy. Porážka 0:1 je nakonec odsunula na bronzovou pozici. Tradičními se stala také každoroční přátelská utkání. Poslední utkání se odehrálo 25. 4. 1992 v Piešťanech. Na utkání československých hokejistů navazují zápasy české reprezentace.

## Lední hokej na olympijských hrách
| Datum utkání | Výsledek | Rok  | Místo                  | Branky Československa                                       |
| ------------ | -------- | ---- | ---------------------- | ----------------------------------------------------------- |
| 30. 4. 1920  | 1 : 0    | 1920 | Antverpy               | Josef Šroubek                                               |
| 31. 1. 1924  | 3 : 9    | 1924 | Chamonix               | 2× Josef Maleček, Valentin Loos                             |
| 11. 2. 1928  | 0 : 3    | 1928 | Svatý Mořic            | Ne                                                          |
| 13. 2. 1936  | 4 : 1    | 1936 | Garmisch-Partenkirchen | Jiří Tožička, Drahoš Jirotka, Josef Maleček, Oldřich Kučera |
| 31. 1. 1948  | 6 : 3    | 1948 | Svatý Mořic            | 3× Vladimír Zábrodský, 2× Stanislav Konopásek, Karel Stibor |
| 10. 11. 1959 | 4 : 0    | 1952 | Oslo                   | 2x Slavomír Bartoň, Vlastimil Hajšman, Miloslav Charouzd    |
| 25. 2. 1952  | 3 : 5    | 1952 | Oslo                   | 2× Vlastimil Bubník, Miroslav Rejman                        |
| 31. 1. 1956  | 0 : 5    | 1956 | Cortina d'Ampezzo      | Ne                                                          |
| 25. 2. 1960  | 3 : 1    | 1960 | Squaw Valley           | 2x Václav Pantůček, Jan Kasper                              |
| 8. 2. 1964   | 3 : 8    | 1964 | Innsbruck              | Josef Černý, Jiří Dolana, Jaroslav Jiřík                    |
| 17. 2. 1968  | 2 : 2    | 1968 | Grenoble               | Jozef Golonka, Jan Hrbatý                                   |
| 10. 2. 1972  | 2 : 1    | 1972 | Sapporo                | Jaroslav Holík, Josef Horešovský                            |
| 17. 2. 1984  | 2 : 0    | 1984 | Sarajevo               | Jiří Hrdina, Jaroslav Benák                                 |
| 24. 2. 1988  | 2 : 6    | 1988 | Calgary                | Vladimír Růžička, Oto Haščák                                |
| 19. 2. 1992  | 3 : 1    | 1992 | Albertville            | Drahomír Kadlec, Otakar Janecký, Patrik Augusta             |

## Mistrovství světa v ledním hokeji
| Datum utkání | Výsledek | Rok  | Místo           | Branky Československa                                                                                      |
| ------------ | -------- | ---- | --------------- | --- |
| 7. 2. 1931   | 0 : 0    | 1931 | Krynica-Zdrój   | Ne |
| 23. 1. 1935  | 2 : 1 PP | 1935 | Davos           | 2x Josef Maleček                                                                                           |
| 13. 2. 1938  | 0 : 0    | 1938 | Praha           | Ne |
| 22. 2. 1947  | 1 : 2    | 1947 | Praha           | Vladimír Zábrodský                                                                                         |
| 20. 2. 1949  | 3 : 0    | 1949 | Stockholm       | Vladimír Zábrodský, Václav Roziňák, Stanislav Konopásek                                                    |
| 10. 3. 1953  | 3 : 5    | 1953 | Basilej         | Slavomír Bartoň, Karel Gut, Bronislav Danda                                                                |
| 6. 3. 1954   | 2 : 4    | 1954 | Stockholm       | Bronislav Danda, Miroslav Pospíšil                                                                         |
| 1. 3. 1955   | 6 : 5    | 1955 | Kolín nad Rýnem | 2x Slavomír Bartoň, Jiří Sekyra, Bronislav Danda, Vladimír Zábrodský, Miroslav Rejman                      |
| 27. 2. 1957  | 0 : 2    | 1957 | Moskva          | Ne |
| 9. 3. 1958   | 1 : 7    | 1958 | Oslo            | Ján Starší                                                                                                 |
| 9. 3. 1959   | 4 : 1    | 1959 | Praha           | Karel Gut, Jaroslav Jiřík, Miroslav Vlach, Jozef Golonka                                                   |
| 12. 3. 1961  | 5 : 2    | 1961 | Lausanne        | 2x Jan Kasper, Miroslav Vlach, Luděk Bukač, Vlastimil Bubník                                               |
| 17. 3. 1963  | 3 : 2    | 1963 | Stockholm       | Miroslav Vlach, Stanislav Sventek, Jiří Dolana                                                             |
| 14. 3. 1965  | 3 : 2    | 1965 | Tampere         | 2x Jozef Golonka, František Tikal                                                                          |
| 11. 3. 1966  | 2 : 1    | 1966 | Lublaň          | Stanislav Prýl, Jaroslav Jiřík                                                                             |
| 27. 3. 1967  | 5 : 5    | 1967 | Vídeň           | František Pospíšil, Jaroslav Holík, Václav Nedomanský, Jan Havel, Jozef Golonka                            |
| 19. 3. 1969  | 0 : 2    | 1969 | Stockholm       | Ne |
| 30. 3. 1969  | 0 : 1    | 1969 | Stockholm       | Ne |
| 15. 3. 1970  | 4 : 5    | 1970 | Stockholm       | 2x Jan Suchý, Oldřich Machač, Jiří Kochta                                                                  |
| 24. 3. 1970  | 2 : 2    | 1970 | Stockholm       | Stanislav Prýl, Jan Hrbatý                                                                                 |
| 21. 3. 1971  | 5 : 6    | 1971 | Bern            | 3x Ivan Hlinka, Václav Nedomanský, František Panchártek                                                    |
| 29. 3. 1971  | 3 : 1    | 1971 | Ženeva          | Josef Černý, Jan Suchý, Jiří Kochta                                                                        |
| 9. 4. 1972   | 4 : 1    | 1972 | Praha           | 2x Jiří Holík, Július Haas, Václav Nedomanský                                                              |
| 17. 4. 1972  | 2 : 0    | 1972 | Praha           | Rudolf Tajcnár, Václav Nedomanský                                                                          |
| 2. 4. 1973   | 0 : 2    | 1973 | Moskva          | Ne |
| 10. 4. 1973  | 3 : 3    | 1973 | Moskva          | Jiří Holík, 38. Josef Paleček, 46. Ivan Hlinka                                                             |
| 7. 4. 1974   | 3 : 2    | 1974 | Helsinky        | 2x Ivan Hlinka, Bohuslav Šťastný                                                                           |
| 15. 4. 1974  | 0 : 3    | 1974 | Helsinky        | Ne |
| 5. 4. 1975   | 5 : 2    | 1975 | Mnichov         | 2x Bohuslav Ebermann, Vladimír Martinec, Eduard Novák, Jiří Novák                                          |
| 14. 4. 1975  | 7 : 0    | 1975 | Düsseldorf      | Bohuslav Ebermann, Vladimír Martinec, Josef Augusta, Milan Nový, Eduard Novák, Jiří Novák, Miroslav Dvořák |
| 11. 4. 1976  | 3 : 1    | 1976 | Katowice        | Milan Chalupa, Milan Nový, Vladimír Martinec                                                               |
| 23. 4. 1976  | 5 : 3    | 1976 | Katowice        | 2x Jaroslav Pouzar, Bohuslav Šťastný, Vladimír Martinec, Jiří Holík                                        |
| 30. 4. 1977  | 3 : 1    | 1977 | Vídeň           | Jaroslav Pouzar, Ivan Hlinka, Oldřich Machač                                                               |
| 6. 5. 1977   | 2 : 1    | 1977 | Vídeň           | Vladimír Martinec, Bohuslav Ebermann                                                                       |
| 8. 5. 1978   | 3 : 2    | 1978 | Praha           | Bohuslav Ebermann, Jaroslav Pouzar, František Černík                                                       |
| 10. 5. 1978  | 6 : 1    | 1978 | Praha           | 2x Vladimír Martinec, Bohuslav Ebermann, Milan Nový, Jiří Novák, Jaroslav Pouzar                           |
| 19. 4. 1979  | 3 : 3    | 1979 | Moskva          | Jaroslav Pouzar, Ladislav Svozil, Milan Figala                                                             |
| 25. 4. 1979  | 6 : 3    | 1979 | Moskva          | 3x Vladimír Martinec, 2x Anton Šťastný, 23:59 Ivan Hlinka                                                  |
| 15. 4. 1981  | 3 : 3    | 1981 | Göteborg        | Dárius Rusnák, Arnold Kadlec, Jiří Lála                                                                    |
| 22. 4. 1981  | 2 : 4    | 1981 | Göteborg        | 2x Vladimír Martinec                                                                                       |
| 22. 4. 1982  | 3 : 3    | 1982 | Helsinky        | Radoslav Svoboda, Igor Liba, Pavel Richter                                                                 |
| 25. 4. 1982  | 3 : 2    | 1982 | Helsinky        | 2x Vincent Lukáč, Pavel Richter                                                                            |
| 19. 4. 1983  | 4 : 1    | 1983 | Düsseldorf      | Igor Liba, Vladimír Caldr, František Černík, Dárius Rusnák                                                 |
| 2. 5. 1983   | 4 : 1    | 1983 | Mnichov         | Jiří Lála, Dárius Rusnák, Ladislav Svozil, Dušan Pašek                                                     |
| 25. 4. 1985  | 7 : 2    | 1985 | Praha           | 2x Vincent Lukáč, Dárius Rusnák, Miloslav Hořava, Jiří Lála, Vladimír Růžička, Pavel Richter               |
| 15. 4. 1986  | 2 : 3    | 1986 | Moskva          | Vladimír Růžička, Petr Rosol                                                                               |
| 20. 4. 1987  | 3 : 2    | 1987 | Vídeň           | Miloslav Hořava, Luděk Čajka, Libor Dolana                                                                 |
| 29. 4. 1987  | 3 : 3    | 1987 | Vídeň           | Petr Rosol, Libor Dolana, Dušan Pašek                                                                      |
| 22. 4. 1989  | 3 : 3    | 1989 | Stockholm       | Zdeno Cíger, Otakar Janecký, Vladimír Růžička                                                              |
| 29. 4. 1989  | 2 : 1    | 1989 | Stockholm       | Tomáš Jelínek, Vladimír Svitek                                                                             |
| 26. 4. 1990  | 1 : 5    | 1990 | Bern            | Jaromír Jágr                                                                                               |
| 30. 4. 1990  | 5 : 5    | 1990 | Bern            | 2x František Procházka, Jaromír Jágr, Robert Reichel, Oto Haščák                                           |
| 25. 4. 1991  | 1 : 2    | 1991 | Turku           | Richard Šmehlík                                                                                            |

## Mistrovství Evropy v ledním hokeji
| Datum utkání | Výsledek | Rok  | Místo       | Branky Československa                                         |
| ------------ | -------- | ---- | ----------- | ------------------------------------------------------------- |
| 21. 2. 1921  | 4 : 6 1  | 1921 | Stockholm   | Karel Pešek, Josef Šroubek, Valentin Loos, Jaroslav Jirkovský |
| 16. 2. 1922  | 3 : 2    | 1922 | Svatý Mořic | 2x Jaroslav Jirkovský, Karel Pešek                            |
| 7. 3. 1923   | 2 : 4    | 1923 | Antverpy    | Jaroslav Jirkovský, Karel Hartmann                            |
| 19. 3. 1932  | 0 : 2    | 1932 | Berlín      | Ne                                                            |

## Kanadský pohár
| Datum utkání | Výsledek | Rok  | Místo     | Branky Československa                                                          |
| ------------ | -------- | ---- | --------- | ------------------------------------------------------------------------------ |
| 11. 9. 1976  | 1 : 2    | 1976 | Québec    | Vladimír Martinec                                                              |
| 9. 9. 1981   | 7 : 1    | 1981 | Ottawa    | 2x Dárius Rusnák, 2x Jiří Dudáček, Jaroslav Pouzar, Jiří Lála, Miloslav Hořava |
| 10. 9. 1984  | 2 : 4    | 1984 | Vancouver | Igor Liba, Vladimír Kameš                                                      |
| 2. 9. 1987   | 0 : 4    | 1987 | Regina    | Ne                                                                             |
| 9. 9. 1991   | 2 : 5    | 1991 | Toronto   | Robert Reichel, Leo Gudas                                                      |

## Ostatní zápasy
| Datum utkání | Výsledek | Zápas                        | Místo                 | Branky Československa |
| ------------ | -------- | ---------------------------- | --------------------- | --------------------- |
| 19. 2. 1922  | 0 : 4    | Kulm cup 1922                | Svatý Mořic           |                       |
| 7. 2. 1924   | 2 : 3pp  | Jean Potin Cup 1924          | Paříž                 |                       |
| 10. 12. 1937 | 0 : 0    | přátelské                    | Praha                 | Ne                    |
| 2. 12. 1945  | 1 : 5    | přátelské                    | Stockholm             |                       |
| 25. 2. 1946  | 3 : 1    | přátelské                    | Praha                 |                       |
| 1. 12. 1946  | 2 : 0    | Turnaj tří národů 1946/1947  | Stockholm             |                       |
| 3. 12. 1946  | 1 : 5    | Turnaj tří národů 1946/1947  | Stockholm             |                       |
| 14. 11. 1947 | 4 : 1    | Turnaj tří národů 1946/1947  | Praha                 |                       |
| 16. 11. 1947 | 4 : 0    | Turnaj tří národů 1946/1947  | Praha                 |                       |
| 13. 2. 1949  | 2 : 4    | přátelské                    | Stockholm             |                       |
| 12. 3. 1949  | 6 : 6    | přátelské                    | Praha                 |                       |
| 13. 3. 1949  | 3 : 2    | přátelské                    | Praha                 |                       |
| 9. 12. 1949  | 5 : 3    | přátelské                    | Stockholm             |                       |
| 11. 12. 1949 | 0 : 5    | přátelské                    | Stockholm             | Ne                    |
| 23. 11. 1951 | 5 : 2    | přátelské                    | Stockholm             |                       |
| 25. 11. 1951 | 3 : 1    | přátelské                    | Stockholm             |                       |
| 30. 1. 1952  | 3 : 1    | přátelské                    | Praha                 |                       |
| 1. 2. 1952   | 3 : 2    | přátelské                    | Praha                 |                       |
| 12. 12. 1952 | 6 : 5    | přátelské                    | Stockholm             |                       |
| 14. 12. 1952 | 5 : 4    | přátelské                    | Stockholm             |                       |
| 29. 1. 1953  | 5 : 1    | přátelské                    | Praha                 |                       |
| 31. 1. 1953  | 1 : 5    | přátelské                    | Praha                 |                       |
| 26. 12. 1953 | 2 : 3    | přátelské                    | Stockholm             |                       |
| 27. 12. 1953 | 5 : 2    | přátelské                    | Stockholm             |                       |
| 17. 3. 1954  | 5 : 6    | přátelské                    | Praha                 |                       |
| 19. 3. 1954  | 7 : 2    | přátelské                    | Brno                  |                       |
| 17. 12. 1954 | 2 : 2    | přátelské                    | Praha                 |                       |
| 18. 12. 1954 | 7 : 3    | přátelské                    | Praha                 |                       |
| 26. 12. 1955 | 9 : 1    | přátelské                    | Stockholm             |                       |
| 28. 12. 1955 | 1 : 6    | přátelské                    | Stockholm             |                       |
| 19. 10. 1956 | 3 : 2    | přátelské                    | Plzeň                 |                       |
| 21. 10. 1956 | 7 : 1    | přátelské                    | Praha                 |                       |
| 18. 10. 1957 | 3 : 3    | přátelské                    | Stockholm             |                       |
| 19. 10. 1957 | 5 : 3    | přátelské                    | Stockholm             |                       |
| 10. 11. 1959 | 2 : 1    | přátelské                    | Stockholm             |                       |
| 12. 11. 1959 | 3 : 11   | přátelské                    | Stockholm             |                       |
| 20. 11. 1960 | 1 : 3    | přátelské                    | Praha                 |                       |
| 21. 11. 1960 | 1 : 2    | přátelské                    | Praha                 |                       |
| 8. 12. 1961  | 3 : 4    | přátelské                    | Stockholm             |                       |
| 10. 12. 1961 | 5 : 1    | přátelské                    | Stockholm             |                       |
| 27. 11. 1962 | 6 : 2    | přátelské                    | Praha                 |                       |
| 28. 11. 1962 | 4 : 2    | přátelské                    | Praha                 |                       |
| 5. 1. 1964   | 8 : 5    | přátelské                    | Toronto               |                       |
| 2. 12. 1964  | 4 : 1    | přátelské                    | Stockholm             |                       |
| 4. 12. 1964  | 3 : 0    | přátelské                    | Stockholm             |                       |
| 28. 11. 1965 | 3 : 2    | přátelské                    | Praha                 |                       |
| 30. 11. 1965 | 5 : 2    | přátelské                    | Praha                 |                       |
| 27. 12. 1965 | 8 : 3    | Walter Brown Memorial 1965   | Colorado Springs      |                       |
| 22. 11. 1966 | 2 : 2    | přátelské                    | Stockholm             |                       |
| 23. 11. 1966 | 5 : 3    | přátelské                    | Stockholm             |                       |
| 4. 2. 1967   | 8 : 2    | přátelské                    | Praha                 |                       |
| 5. 2. 1967   | 7 : 1    | přátelské                    | Praha                 |                       |
| 26. 11. 1967 | 1 : 5    | přátelské                    | Praha                 |                       |
| 28. 11. 1967 | 8 : 2    | přátelské                    | Praha                 |                       |
| 26. 11. 1968 | 2 : 1    | přátelské                    | Stockholm             |                       |
| 28. 11. 1968 | 5 : 2    | přátelské                    | Gävle                 |                       |
| 2. 3. 1969   | 5 : 2    | přátelské                    | Praha                 |                       |
| 3. 3. 1969   | 3 : 2    | přátelské                    | Praha                 |                       |
| 3. 12. 1969  | 3 : 4    | Cena Izvestijí 1969          | Moskva                |                       |
| 1. 3. 1970   | 3 : 0    | přátelské                    | Stockholm             |                       |
| 3. 3. 1970   | 5 : 6    | přátelské                    | Gävle                 |                       |
| 2. 12. 1970  | 4 : 3    | přátelské                    | Praha                 |                       |
| 4. 12. 1970  | 4 : 2    | přátelské                    | Praha                 |                       |
| 11. 12. 1970 | 3 : 2    | Cena Izvestijí 1970          | Moskva                |                       |
| 11. 9. 1971  | 2 : 1    | přátelské                    | Stockholm             |                       |
| 12. 9. 1971  | 3 : 2    | přátelské                    | Göteborg              |                       |
| 11. 12. 1971 | 1 : 3    | přátelské                    | Bratislava            |                       |
| 12. 12. 1971 | 4 : 2    | přátelské                    | Brno                  |                       |
| 14. 12. 1971 | 3 : 2    | přátelské                    | Göteborg              |                       |
| 15. 12. 1971 | 0 : 2    | přátelské                    | Stockholm             | Ne                    |
| 17. 12. 1971 | 8 : 12   | Cena Izvestijí 1971          | Moskva                |                       |
| 8. 11. 1972  | 10 : 4   | přátelské                    | Praha                 |                       |
| 9. 11. 1972  | 3 : 2    | přátelské                    | Praha                 |                       |
| 18. 12. 1972 | 2 : 2    | Cena Izvestijí 1972          | Moskva                |                       |
| 5. 2. 1973   | 6 : 1    | přátelské                    | Stockholm             |                       |
| 6. 2. 1973   | 0 : 2    | přátelské                    | Göteborg              | Ne                    |
| 17. 11. 1973 | 5 : 0    | přátelské                    | Praha                 |                       |
| 18. 11. 1973 | 5 : 2    | přátelské                    | Praha                 |                       |
| 19. 12. 1973 | 2 : 4    | Cena Izvestijí 1973          | Moskva                |                       |
| 13. 2. 1974  | 5 : 2    | přátelské                    | Göteborg              |                       |
| 14. 2. 1974  | 2 : 5    | přátelské                    | Göteborg              |                       |
| 12. 11. 1974 | 4 : 2    | Cena Izvestijí 1974          | Praha                 |                       |
| 13. 11. 1974 | 2 : 4    | Cena Izvestijí 1974          | Praha                 |                       |
| 15. 11. 1974 | 8 : 1    | Cena Izvestijí 1974          | Praha                 |                       |
| 25. 2. 1975  | 6 : 0    | Cena Izvestijí 1974          | Göteborg              |                       |
| 26. 2. 1975  | 4 : 2    | Cena Izvestijí 1974          | Göteborg              |                       |
| 28. 2. 1975  | 1 : 3    | Cena Izvestijí 1974          | Stockholm             |                       |
| 14. 12. 1975 | 5 : 5    | přátelské                    | Göteborg              |                       |
| 15. 12. 1975 | 2 : 1    | přátelské                    | Stockholm             |                       |
| 18. 12. 1975 | 8 : 2    | Cena Izvestijí 1975          | Moskva                |                       |
| 11. 12. 1976 | 1 : 3    | přátelské                    | Praha                 |                       |
| 12. 12. 1976 | 7 : 3    | přátelské                    | Praha                 |                       |
| 19. 12. 1976 | 1 : 2    | Cena Izvestijí 1976          | Moskva                |                       |
| 11. 12. 1977 | 4 : 1    | přátelské                    | Praha                 |                       |
| 12. 12. 1977 | 9 : 2    | přátelské                    | Praha                 |                       |
| 20. 12. 1977 | 2 : 1    | Cena Izvestijí 1977          | Moskva                |                       |
| 13. 2. 1978  | 7 : 4    | přátelské                    | Stockholm             |                       |
| 15. 2. 1978  | 4 : 3    | přátelské                    | Göteborg              |                       |
| 13. 12. 1978 | 6 : 3    | přátelské                    | Göteborg              |                       |
| 14. 12. 1978 | 4 : 2    | přátelské                    | Göteborg              |                       |
| 19. 12. 1978 | 6 : 3    | Cena Izvestijí 1978          | Moskva                |                       |
| 6. 4. 1979   | 9 : 1    | přátelské                    | Praha                 |                       |
| 7. 4. 1979   | 6 : 0    | přátelské                    | Praha                 |                       |
| 8. 9. 1979   | 3 : 0    | Pohár Rudého práva 1979      | Praha                 |                       |
| 19. 12. 1979 | 6 : 1    | Cena Izvestijí 1979          | Moskva                |                       |
| 24. 4. 1980  | 3 : 4    | Švédský pohár 1980           | Göteborg              |                       |
| 16. 12. 1980 | 3 : 0    | Cena Izvestijí 1980          | Moskva                |                       |
| 28. 3. 1981  | 5 : 2    | přátelské                    | Praha                 |                       |
| 30. 3. 1981  | 3 : 1    | přátelské                    | Praha                 |                       |
| 17. 8. 1981  | 5 : 5    | přátelské                    | Göteborg              |                       |
| 19. 8. 1981  | 3 : 7    | přátelské                    | Stockholm             |                       |
| 16. 12. 1981 | 4 : 4    | Cena Izvestijí 1981          | Moskva                |                       |
| 2. 4. 1982   | 4 : 4    | Pohár Rudého práva 1981/1982 | Praha                 |                       |
| 4. 4. 1982   | 4 : 1    | Pohár Rudého práva 1981/1982 | Hradec Králové        |                       |
| 16. 12. 1982 | 5 : 4    | Cena Izvestijí 1982          | Moskva                |                       |
| 14. 2. 1983  | 8 : 3    | přátelské                    | Malmö                 |                       |
| 15. 2. 1983  | 2 : 3    | přátelské                    | Göteborg              |                       |
| 17. 2. 1983  | 3 : 1    | přátelské                    | Karlstad              |                       |
| 4. 4. 1983   | 11 : 2   | Pohár Rudého práva 1982/1983 | Olomouc               |                       |
| 5. 4. 1983   | 6 : 2    | Pohár Rudého práva 1982/1983 | Brno                  |                       |
| 16. 12. 1983 | 2 : 1    | Cena Izvestijí 1983          | Moskva                |                       |
| 2. 2. 1984   | 6 : 4    | přátelské                    | Gottwaldov            |                       |
| 3. 2. 1984   | 8 : 0    | přátelské                    | Trenčín               |                       |
| 9. 4. 1984   | 3 : 2    | Švédský pohár 1984           | Karlstad              |                       |
| 16. 8. 1984  | 0 : 3    | přátelské                    | Stockholm             | Ne                    |
| 17. 8. 1984  | 2 : 6    | přátelské                    | Gävle                 |                       |
| 16. 12. 1984 | 3 : 1    | Cena Izvestijí 1984          | Moskva                |                       |
| 5. 4. 1985   | 4 : 2    | přátelské                    | Praha                 |                       |
| 6. 4. 1985   | 2 : 4    | přátelské                    | Pardubice             |                       |
| 27. 8. 1985  | 6 : 3    | přátelské                    | Stockholm             |                       |
| 29. 8. 1985  | 3 : 2    | přátelské                    | Västerås              |                       |
| 16. 12. 1985 | 3 : 3    | Cena Izvestijí 1985          | Moskva                |                       |
| 1. 4. 1986   | 1 : 1    | přátelsky                    | Plzeň                 |                       |
| 3. 4. 1986   | 4 : 3    | přátelské                    | Teplice               |                       |
| 3. 9. 1986   | 6 : 3    | přátelsky                    | Jihlava               |                       |
| 14. 9. 1986  | 4 : 1    | přátelsky                    | Kladno                |                       |
| 16. 12. 1986 | 1 : 2    | Cena Izvestijí 1986          | Moskva                |                       |
| 27. 3. 1987  | 5 : 3    | přátelské                    | Göteborg              |                       |
| 29. 3. 1987  | 2 : 3    | přátelské                    | Stockholm             |                       |
| 11. 8. 1987  | 5 : 2    | přátelské                    | Göteborg              |                       |
| 13. 8. 1987  | 5 : 2    | přátelské                    | Stockholm             |                       |
| 19. 12. 1987 | 1 : 2    | Cena Izvestijí 1987          | Moskva                |                       |
| 2. 2. 1988   | 5 : 2    | přátelské                    | Plzeň                 |                       |
| 3. 2. 1988   | 0 : 2    | přátelské                    | Příbram               | Ne                    |
| 7. 9. 1988   | 10 : 1   | přátelské                    | Praha                 |                       |
| 9. 9. 1988   | 2 : 0    | přátelské                    | Hradec Králové        |                       |
| 18. 12. 1988 | 0 : 2    | Cena Izvestijí 1988          | Moskva                | Ne                    |
| 27. 3. 1989  | 2 : 2    | přátelské                    | Stockholm             |                       |
| 29. 3. 1989  | 5 : 2    | přátelské                    | Stockholm             |                       |
| 17. 12. 1989 | 0 : 0    | Cena Izvestijí 1989          | Moskva                | Ne                    |
| 2. 2. 1990   | 1 : 1    | přátelské                    | Göteborg              |                       |
| 4. 2. 1990   | 4 : 3    | přátelské                    | Stockholm             |                       |
| 10. 4. 1990  | 2 : 4    | přátelské                    | Praha                 |                       |
| 12. 4. 1990  | 3 : 4    | přátelské                    | Teplice               |                       |
| 27. 7. 1990  | 4 : 5    | Hry dobré vůle               | Tri Cities            |                       |
| 8. 11. 1990  | 3 : 6    | Deutschland Cup 1990         | Stuttgart             |                       |
| 18. 12. 1990 | 2 : 3    | Cena Izvestijí 1990          | Moskva                |                       |
| 7. 2. 1991   | 2 : 4    | Švédské hokejové hry 1991    | Stockholm             |                       |
| 7. 4. 1991   | 2 : 5    | přátelské                    | Praha                 |                       |
| 8. 4. 1991   | 7 : 4    | přátelské                    | Příbram               |                       |
| 7. 11. 1991  | 4 : 6    | Deutschland Cup 1991         | Frankfurt nad Mohanem |                       |
| 31. 1. 1992  | 3 : 2    | Švédské hokejové hry 1992    | Stockholm             |                       |
| 25. 4. 1992  | 3 : 0    | přátelské                    | Piešťany              |                       |

## Celková bilance vzájemných zápasů Československa a Švédska
| Zápasy | Výhry | Remízy | Prohry | Skóre   |
| ------ | ----- | ------ | ------ | ------- |
| 241    | 140   | 26     | 75     | 845:616 |

## Zápasy považované švédskou hokejovou federací za oficiální
| Datum utkání | Výsledek              | Zápas     | Místo     |
| ------------ | --------------------- | --------- | --------- |
| 18. 2. 1921  | 2 : 1                 | přátelské | Stockholm |
| 29. 1. 1935  | 3 : 6 (0:2, 1:3, 2:1) | přátelské | Praha     |
| 27. 2. 1938  | 1 : 4 (0:0, 0:2, 1:2) | přátelské | Stockholm |

Poznámky k utkáním
- 1 21. 2. 1921 (ME) Utkání Švédsko - ČSR konečný výsledek zápasu je sporný. Švédská hokejová federace uznává výsledek 4:7, česká strana 4:6.

- 2 17. 12. 1971 Utkání ČSSR - Švédsko švédská strana nepočítá mezi oficiální (hrálo Švédsko „23“ tzv. Vikingové). Česká strana ho však započítává.

- pokračuje Seznam zápasů české a švédské hokejové reprezentace